# 人民复兴党
人民复兴党，简称民兴党（WARISAN），曾是马来西亚沙巴州的執政黨，也是希望聯盟的合作政黨。该党由巫统前副主席沙菲益阿达和达勒雷京于2016年10月17日成立。该党创始人接管了于2013年成立的沙巴传承发展党（Parti Pembangunan Warisan Sabah），并将其易名为民兴党。
该党在2018年马来西亚大选中和希望联盟进行合作，但该党只在沙巴州参选。希盟与民兴党在此次大选中获胜，并组成了新一届联邦政府。民兴党也在沙巴州与沙巴希盟的人民公正党、民主行动党，以及在大选后转向的沙民统（UPKO）联合执政。不过，该党在2020年沙巴州选举中，败给了在野的沙巴人民联盟，成为沙巴州立法议会最大在野党。2021年12月17日，民兴党正式西渡半岛，成为全国性政党。

## 历史

### 创党
2015年，备受争议的时任首相纳吉·阿都拉萨卷入一个马来西亚发展有限公司丑闻（1MDB）。时任乡区发展部长暨巫统副主席沙菲益对此事表示关切，并在内阁会议中要求给予解释。沙菲益因此和其他几名部长在同年7月28日的内阁改组中不获入阁。2016年，沙菲益被冻结巫统党籍，他随后宣布退出巫统。同年10月17日，沙菲益与公正党副主席达勒雷京、行动党沙巴州秘书王鸿俊、巫统沙巴州仙本那区部副主席赵占山巴贡和马来西亚卡达山杜顺姆鲁协会主席彼得安东尼等人，宣布接管休眠的沙巴传承发展党，并将其改组为沙巴人民复兴党。

### 执政联邦与沙巴州
2018年4月，民兴党与希望联盟达成了选举联盟协议。党主席沙菲益表示，一旦希盟在联邦执政，民兴党将进入内阁，担任部长职位。而若民兴党在沙巴州执政，希盟州议员也将加入州内阁。民兴党并未加入希盟，也只在沙巴竞选，但与希盟保持合作关系。希盟在2018年马来西亚大选中胜出后，民兴党也一并成为了联邦层级上的执政党。
在沙巴州层级上，民兴党和希盟（合称"民兴党+"）在2018年的选举中囊括60席中的29席。选后，赢得2席的沙巴立新党原本有意与民兴党+合作，不过后来转而与拥有29席的国阵组织联合政府。原任首席部长慕沙阿曼继续担任首长一职。但两天后，由于4名国阵巫统州议员及2名国阵沙民统州议员倒向民兴党+阵营，因而造成沙巴州国阵政府倒台。沙菲益因获得简单多数支持，而出任沙巴首席部长。民兴党及其盟友希盟，连同沙民统在沙巴州执政。

### 2020年马来西亚政治危机与沙巴州选
2020年2月，2020年马来西亚政治危机爆发。3月1日，慕尤丁就任首相，并成立国盟政府，希盟政府也因此倒台。民兴党也在联邦层级上成为了反对党。但该党在沙巴州仍然保有执政地位。不过，该党从6月开始，便不断有州议员倒向在野阵营，致使民兴党+阵营失去简单多数的州议员支持，进而丧失执政地位。首长沙菲益因此在7月30日向州元首建议解散州议会，并获得州元首的同意。在此次州选中，民兴党+一共赢得73席中的32席，败给了赢得38席的沙巴人民联盟。在州选中落败后，民兴党成为了沙巴州议会的最大在野党，共掌控23席。党主席沙菲益也出任沙巴州议会的在野党领袖。

### 近期动向与西渡半岛
2021年5月，民兴党主席沙菲益表示，他不排除与其他政党合作的可能性，而其中也包括沙巴本土政党沙巴团结党。而沙巴团结党主席麦西慕也对两党的合作保持开放态度。这引起了民兴党和沙巴团结党合作组成沙巴州新政府，并由沙菲益出任首长的谣言。不过麦西慕后来澄清，自己仍支持由沙巴州首席部长哈芝芝诺领导的沙巴人民联盟政府，而他此前只是邀请民兴党加入国盟。
2021年8月13日，首相慕尤丁因失去多数国会议员的支持，而公开以各项政制改革作为交换条件，向在野党寻求支持。民兴党、砂全民团结党、MUDA和沙民统联合发表声明，拒绝了慕尤丁的提议，并敦促慕尤丁辞去首相职位。慕尤丁于8月16日辞职后，民兴党连同其他在野党，包括斗士党、砂全民团结党以及MUDA等非希盟在野党，支持波德申国会议员暨公正党主席安华出任首相。仙本那国会议员暨民兴党主席沙菲益也表示，他与安华已达成君子协议，即若安华得不到多数国会议员支持，在野阵营便会提名沙菲益作为首相人选，以寻求更多议员的支持。不过，泛在野阵营仅获105票，无法取得简单多数的国会议员支持。而百乐国会议员暨巫统副主席依斯迈沙比里共获114个国会议员支持，并于8月21日出任新一任的马来西亚首相。为应国家元首苏丹阿都拉陛下“开创政治新格局”的谕令，依斯迈沙比里政府与希盟签署了“政治转型与稳定谅解备忘录”（MoU），以稳定政局。惟包括民兴党在内的其他在野党并未参与此次合作。
民兴党在沙巴州选落败后，便开始了西渡至半岛的计划。2021年12月17日，民兴党正式扩张至西马半岛。12月28日，民兴党副主席彼得安东尼宣布退党，并宣称将组建一个对沙巴人民联盟政府友好的新政党，是该党在同年第5名宣布退党、同时也是最高职位的成员。
2022年2月，民兴党宣布将上阵于3月12日举行的柔佛州选。这是该党在半岛参加的第一场选举，惟该党并未赢得任何议席。

### 2022年马来西亚大选
2022年马来西亚大选中，民兴党和希望联盟之间的关系恶化，民兴党独自参选全马52国席，当中也有一些大将加入民兴党出战国席，如马华公会前总会长翁诗杰等人。不过选举结果非常惨淡，民兴党在沙巴出战26国席中只赢取3席，而在西马半岛各州的国席则是全军覆没，也痛失了按柜金。民兴党随后表示，在西马半岛的活跃依然不会停止。
民兴党支持希望联盟主席安华出任首相，也加入了团结政府，成为执政方的一员，其中民兴党拿笃国会议员尤索夫阿达在安华内阁中出任高等教育副部长。然而，民兴党反对由哈芝芝诺领导的沙民阵州政府，也拒绝希望联盟在沙巴国阵退出支持沙民阵后，与哈芝芝诺领导的沙巴民意党组建联合政府的要求。

## 领导层

### 2021-2024
| - 主席: - 沙菲益阿达 - 署理主席: - 达勒雷京 - 副主席: - 赵占山巴贡 - 王鸿俊 - 泰伦斯贤布 - 道勿尤索 - 总秘书: - 罗勒托 - 执行秘书 - 阿里阿斯加尔·巴斯里 - 总财政: - 阿兹哈马杜欣 - 宣传主任: - 阿兹加曼 - 妇女组主席 - 蔡诺法依查 - 青年团团长: - 欧顺辉 - 女青团团长: - 慕丽娜 | - 最高理事 - Chen Ket Chuin - Mudi Dubing - 阿末哈山 - Mohd Zinin Adong Ajak - Mazliwati Abdul Malek Chua - Honorsius Bosuin - Dr Charles Ebbie - 马慕苏莱曼 - 阿末沙 - 沙里夫丁哈达 - 阿鲁纳新泰益 - Japar Awang - Mahadi Mumin - 艾迪莫达 - 莫哈末泰益 - 罗兹曼依斯里 - 阿斯化 - 张克骏 - 黄勇斌 - 西蒂阿米娜 - 珍妮拉欣邦 - 阿兹泰益 - 全国协调员: - 拉吉夫巴诺 - 州主席: - 玻璃市：阿都阿兹 - 吉打：法兹韩纳菲 - 吉兰丹：凯鲁阿祖安 - 槟城: 黄泉安 - 霹雳：森瑟·苏巴马廉 - 雪兰莪：黎潍裮 - 森美兰：阿兹曼·依德里斯 - 马六甲：Ng Choon Koon - 柔佛: 苏海米·沙列 - 纳闽：罗兹曼依斯里 |

## 当选代表

### 国会下议院
| 州属 | 选区编号 | 国会选区 | 国会议员   | 政党     | 政党     |
| ---- | -------- | -------- | ---------- | -------- | -------- |
| 沙巴 | P169     | 古打毛律 | 慕丽娜     |          | 民兴党   |
| 沙巴 | P188     | 拿笃     | 尤索夫阿达 |          | 民兴党   |
| 沙巴 | P189     | 仙本那   | 沙菲益阿达 |          | 民兴党   |
| 总数 | 沙巴 (3) | 沙巴 (3) | 沙巴 (3)   | 沙巴 (3) | 沙巴 (3) |

### 州立法议会
沙巴州立法议会
| 州属 | 国会选区编号 | 国会选区  | 州选区编号 | 州选区    | 州议员       | 所属政党  | 所属政党  |
| ---- | ------------ | --------- | ---------- | --------- | ------------ | --------- | --------- |
| 沙巴 | P171         | 实邦加    | N17        | 达劳      | 阿兹哈马杜欣 |           | 民兴党    |
| 沙巴 | P173         | 必达丹    | N22        | 丹绒亚路  | 王鸿俊       |           | 民兴党    |
| 沙巴 | P174         | 兵南邦    | N26        | 摩约      | 达勒雷京     |           | 民兴党    |
| 沙巴 | P176         | 金马利    | N30        | 皇家湾    | 道勿尤索     |           | 民兴党    |
| 沙巴 | P184         | 里巴兰    | N50        | 贡贡      | 阿鲁纳新泰益 |           | 民兴党    |
| 沙巴 | P185         | 三角石    | N53        | 西江      | 阿里雅斯沙尼 |           | 民兴党    |
| 沙巴 | P186         | 山打根    | N55        | 伊罗普拉  | 张克骏       |           | 民兴党    |
| 沙巴 | P188         | 拿笃      | N60        | 东谷      | 阿斯化       |           | 民兴党    |
| 沙巴 | P188         | 拿笃      | N62        | 诗南      | 杜米马斯达   |           | 民兴党    |
| 沙巴 | P189         | 仙本那    | N64        | 苏拉巴央  | 赵占山巴贡   |           | 民兴党    |
| 沙巴 | P189         | 仙本那    | N65        | 森纳浪    | 沙菲益阿达   |           | 民兴党    |
| 沙巴 | P189         | 仙本那    | N66        | 布加雅    | 贾米尔韩沙   |           | 民兴党    |
| 沙巴 | P190         | 斗湖      | N69        | 斯里丹绒  | 黄勇斌       |           | 民兴党    |
| 沙巴 | P191         | 加拉巴干  | N72        | 摩罗带    | 沙里夫丁哈达 |           | 民兴党    |
| 总数 | 沙巴 (14)    | 沙巴 (14) | 沙巴 (14)  | 沙巴 (14) | 沙巴 (14)    | 沙巴 (14) | 沙巴 (14) |

## 历届全国大选成绩
| 大选 | 当选议席数量 | 参选议席数量 | 总得票  | 得票率 | 选举结果                                   | 领袖       |
| ---- | ------------ | ------------ | ------- | ------ | ------------------------------------------ | ---------- |
| 2018 | 8 / 222      | 17           | 280,520 | 2.32%  | ▲8席; 执政党， 后成在野党 (与希望联盟合作) | 沙菲益阿达 |
| 2022 | 3 / 222      | 51           | 750,220 | 3.90%  | ▼5席; 执政党(与希望联盟等團結政府合作)     | 沙菲益阿达 |

## 历届州选举成绩
| 州选举   | 州立法议会       | 州立法议会     | 州立法议会       | 州立法议会       | 州立法议会     | 州立法议会     | 州立法议会     | 州立法议会       | 州立法议会       | 州立法议会       | 州立法议会     | 州立法议会     | 州立法议会       | 州立法议会          |
| 州选举   | 玻璃市州立法议会 | 吉打州立法议会 | 吉兰丹州立法议会 | 登嘉楼州立法议会 | 槟城州立法议会 | 霹雳州立法议会 | 彭亨州立法议会 | 雪兰莪州立法议会 | 森美兰州立法议会 | 马六甲州立法议会 | 柔佛州立法议会 | 沙巴州立法议会 | 砂拉越州立法议会 | 当选议席 / 参选议席 |
| -------- | ---------------- | -------------- | ---------------- | ---------------- | -------------- | -------------- | -------------- | ---------------- | ---------------- | ---------------- | -------------- | -------------- | ---------------- | ------------------- |
| 2/3 多数 | 2 / 3            | 2 / 3          | 2 / 3            | 2 / 3            | 2 / 3          | 2 / 3          | 2 / 3          | 2 / 3            | 2 / 3            | 2 / 3            | 2 / 3          | 2 / 3          | 2 / 3            |                     |
| 2018     |                  |                |                  |                  |                |                |                |                  |                  |                  |                | 21 / 60        |                  | 21 / 45             |
| 2020     |                  |                |                  |                  |                |                |                |                  |                  |                  |                | 23 / 73        |                  | 23 / 46             |
| 2022     |                  |                |                  |                  |                |                |                |                  |                  |                  | 0 / 56         |                |                  | 0 / 6               |
| 2022     | 0 / 15           |                |                  |                  |                | 0 / 59         | 0 / 42         |                  |                  |                  |                |                |                  | 0 / 17              |

## 历届标志

2016年－2021年（只限用在沙巴）

## 争议

### 不签署朝野合作谅解备忘录（MoU）
依斯迈沙比里政府与希盟签署了“政治转型与稳定谅解备忘录”（MoU）后，民兴党青年团长阿兹加曼表示，该党并没有受邀参与希盟和政府的谈判，也不知道谅解备忘录当中的内容。而祖国斗士党联邦直辖区主席凯鲁丁更抨击希盟，指希盟没有顾及其他在野党的意见。针对此事，希盟党鞭兼民主行动党组织秘书陆兆福表示，希盟邀请了民兴党和斗士党代表出席有关签署备忘录的简报会。斗士党派出了主席慕克里兹出席该简报会，但民兴党代表并没有出席。他否认边缘化民兴党和斗士党，并称两党还未准备好签署该备忘录。
此外，民兴党主席沙菲益在国会发言时表示，希盟与政府签署谅解备忘录，是“失去了政治人物应有的价值观”。他也认为，即使民兴党没有签署备忘录，该党仍然会支持对人民有利的法案。民兴党纳闽国会议员罗兹曼被反贪会调查时，沙菲益更表示可能与民兴党不签署该备忘录有关。针对此事，沙巴马华妇女组主席杨美燕呼吁沙菲益不要侮辱马来西亚的司法体系，让法庭裁定被控人有罪与否。
民兴党署理主席达勒雷京也指出，即使签署了备忘录，马来西亚仍然受种族、宗教、语文等课题困扰。他更表示，有许多希盟领袖对希盟和政府签署该备忘录感到不满。希盟总秘书兼公正党总秘书赛夫丁对此表示，达勒雷京应先去阅读谅解备忘录的内容，而不是“打种族牌”。赛夫丁也表示，希盟国会议员仍然在国会中履行自己的责任，而谅解备忘录也清楚说明，该备忘录不会影响希盟对政府的监督制衡。

## 延伸阅读
- 2020年沙巴州选举
- 沙巴团结党
- 神山前进统一机构
- 沙巴人民团结党
- 沙巴人民联盟
- 人民正义党
- 卡达山巴索统一机构
- 沙巴民族统一机构
- 沙巴华人公会